# گلنمور، شهرستان البمارل، ویرجینیا
گلنمور (به انگلیسی: Glenmore) یک منطقهٔ مسکونی در ایالات متحده آمریکا است که در شهرستان البمارل، ویرجینیا واقع شده‌است.